# Yasmani Duk
Yasmani Georges Duk Arandia (Camiri, 1 de marzo de 1988) es un exfutbolista boliviano que se desempeñó como delantero.

## Selección nacional
Debutó frente a Uruguay en la derrota 2-0 de local en las Eliminatorias para Rusia 2018. Su primer gol lo hizo en la derrota de visitante 2-1 frente a Paraguay en la misma eliminatoria. También jugó la Copa América Centenario disputando los 3 encuentros de la verde.

## Clubes
| Club                 | País           | Año         |
| -------------------- | -------------- | ----------- |
| Oriente Petrolero    | Bolivia        | 2008 - 2012 |
| La Paz FC            | Bolivia        | 2012 - 2013 |
| Oriente Petrolero    | Bolivia        | 2013 - 2014 |
| Sport Boys           | Bolivia        | 2015        |
| New York Cosmos      | Estados Unidos | 2016        |
| Al-Ettifaq           | Arabia Saudita | 2017        |
| Sport Boys           | Bolivia        | 2017        |
| Oriente Petrolero    | Bolivia        | 2018        |
| San José             | Bolivia        | 2019        |
| Sport Boys Warnes    | Bolivia        | 2019        |
| Aurora               | Bolivia        | 2020        |
| FATIC                | Bolivia        | 2020        |
| Libertad Gran Mamoré | Bolivia        | 2021        |

## Palmarés

### Títulos nacionales
| Título                       | Club              | Año    |
| ---------------------------- | ----------------- | ------ |
| Primera División             | Oriente Petrolero | 2010-C |
| Primera División             | Sport Boys        | 2016-A |
| North American Soccer League | New York Cosmos   | 2016   |